# 江口镇 (莆田市)
江口镇是中国福建省莆田市涵江区下辖的一个镇。古名港口、通应港、龙津渡、迎仙市，雅称“锦江”。该镇位于兴化湾畔，是莆田名义上的北大门。全镇总面积79平方公里，下辖26个村和1个居委会，总人口7.25万人。该镇也是莆田的一个侨乡，有12万港、澳、台同胞和旅外侨胞。
宋时，江口始建制，名迎仙市（至今石狮村之外楻），设迎仙驿（唐称待宾馆）建迎仙桥，属莆田县唐安乡待贤里。中华民国二年（公元1913年），县划江口为第七区，设区公所。1949年8月20日，解放军占领江口；21日，占领莆田县。9月江口成立第七区人民政府，区址设在石庭。1958年，江口并入涵江人民公社。1965年，江口人民公社成立。1983年，江口人民公社改为乡建制。1984年10月，江口乡改为江口镇建制。2002年5月1日，经国务院批准，莆田市区划再次调整，江口镇并入涵江区管辖范围。

## 行政区划
江口镇共辖1个居委会和26个行政村，分别是：
江口社区、新前村、海星村、新墩村、李厝村、前面村、五星村、东楼村、西刘村、石东村、石西村、丰山村、丰美村、厚峰村、囊山村、坂梁村、刘庄村、院里村、石狮村、园顶村、园下村、顶坡村、上后村、莆江村、大东村、东大村和官庄村。

## 交通
- 杭福深铁路：涵江站